# Manācha

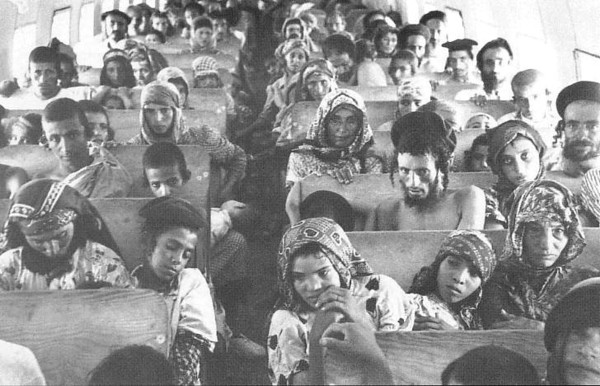
Im Verlauf des Unternehmens Magic Carpet (1949–1950) wanderte die gesamte Gemeinde der Teimanim-Juden aus Jemen nach Israel aus, über 49.000 Personen. Die meisten hatten nie ein Flugzeug gesehen, gleichwohl glaubten sie an die biblische Prophezeiung: Gott versprach den Kindern Israels zurückzukehren, getragen auf Adlerflügeln

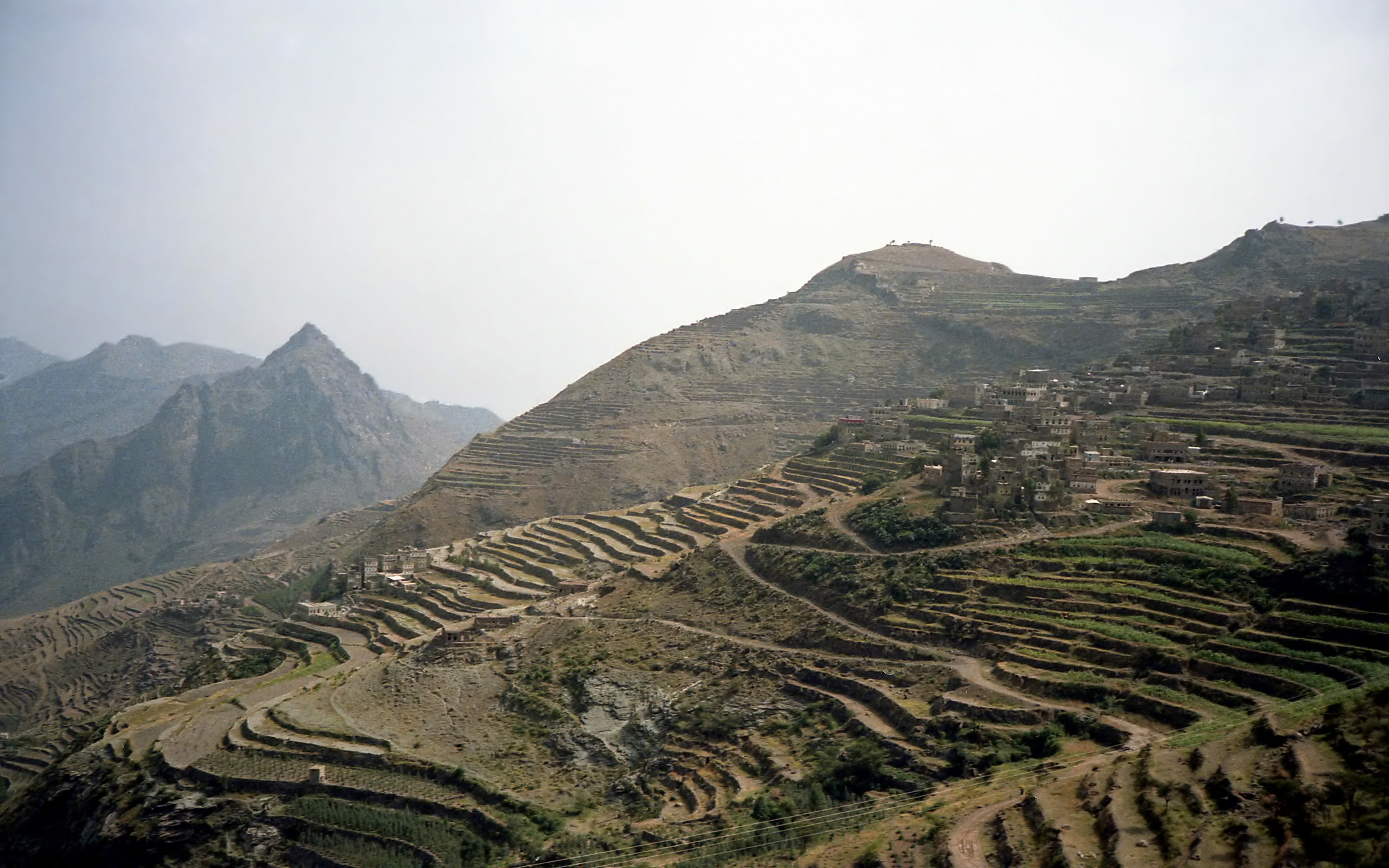
Manacha. Die Stadt zieht sich über einen exponierten Bergrücken und liegt nördlich des Jabal Haraz

Manācha (auch Manacha, Menacha, Manakhah; arabisch مناخة, DMG Manāḫa) ist eine jemenitische Distrikts-Hauptstadt im Gouvernement Sanaa. Sie liegt auf einem schmalen Hangrücken zwischen zwei Bergmassiven in etwa 1500 m Höhe und an der durchgehend asphaltierten Strecke von Sanaa nach al-Hudaida. Sanaa liegt etwa 80 km östlich.
Lange Zeit war die Ortschaft Stützpunkt der osmanischen Besatzungsarmee.

## Geschichte
Manācha wurde im 17. Jahrhundert unweit einer kleinen jüdischen Siedlung gegründet. Größere Bedeutung erlangte der Ort erst 1872, als die Osmanen über al-Hudaida in Richtung Sanaa vorrückten und Manācha wegen seiner orografischen Gegebenheit für militärische Zwecke strategisch nutzten. Manācha wurde zum Handelskontrollpunkt für den Warenverkehr vom Roten Meer. Während der zweiten osmanischen Besatzungszeit (1872–1918) wurde Manācha Garnisonsstadt und Verwaltungszentrum. Verschiedene Regierungsgebäude, das ehemalige Telegrafenamt, die Zitadelle mit ihrem Getreidespeicher und ein Militärhospital belegen die osmanischen Einflüsse in der Stadt. Aufgrund seiner exponierten Lage kam die Stadt ohne Stadtmauer aus.
Die Stadt weist etwa zehn Moscheen auf. In Ansehung der Einwohnerzahl ist das eine hohe Quote. Die meisten sind klein und unauffällig.
Bis kurz nach dem Zweiten Weltkrieg lebte in Manācha durchgehend eine jüdische Minderheit, bis sie im Rahmen der Operation Magic Carpet in den neu gegründeten Staat Israel zogen. Mit deren Weggang wurden wichtige handwerkliche Berufe, insbesondere die Silberschmiedekunst, Geschichte.
In den 1950er Jahren erschwerten mehrere Dürrejahre das Leben in Manācha. In der Folge sank die Einwohnerzahl auf 7400 Einwohner. Die gesamte Verwaltungseinheit Manacha hat rund 89.400 Einwohner.

## Wirtschaft
Manācha ist ein wichtiger Marktflecken im Harāzgebirge. Ein stationärer Markt wird täglich abgehalten. Sonntags ist Wochenmarkt. Der Markt Manāchas genießt durch Stammesabsprachen besonderen Schutz, der gemeinsam garantiert wird. Nach der Scharia übt der Marktleiter die Harām-Rechte aus, nach denen es untersagt ist, dass sich die Marktteilnehmer in Streitigkeiten verwickeln und den Marktfrieden zu sichern. Verstöße gegen den Marktfrieden können Güterverlust, in letzter Konsequenz den Tod nach sich ziehen.

## Umgebung
Manācha liegt im sogenannten Westlichen Gebirgshang. Die Region gilt als landschaftlich spektakulär. Die Täler sind tief eingeschnitten und vermitteln das Bild extremer Vertikalen. Die Bergwelt ist sehr schwer zugänglich, Wege fehlen weitgehend. Das westliche Bergland gebot damit Schutz gegen eindringende Feinde. Diesen Umständen ist zu verdanken, dass sich die Stammesgesellschaft im Hochland über Jahrhunderte hinweg autochthon entwickelte.
Um den raren fruchtbaren Böden landwirtschaftliche Erzeugnisse abgewinnen zu können, ist die Bevölkerung seit je her auf den Terrassenfeldbau angewiesen. Dazu wurden seit der Antike artenreiche Trockenwälder gerodet. Natürliche Vegetation zeigt sich in sukkulenten Euphorbien, so beispielsweise die Euphorbia ammak. Dort, wo die Täler sich aufspreizen, ist Kaffeeanbau möglich.

## Weiterführende Literatur
- Horst Vogel, Bodenerosion im Terrassenfeldbau: Kulturlandzerstörung durch Landnutzungswandel im Haraz-Gebirge/Nordjemen, Reichert, 1988 – 156 Seiten, ISBN 978-3-88226-427-2.
- Ladj, Georg: Agrarstruktureller Wandel im Haraz-Gebirge (Arabische Republik Jemen). – Jemen-Studien Band 11, 384 pp., 1992 [Umfassende Studie über das Harazgebirge], L. Reichert.
- Helfritz, Hans: Entdeckungsreisen in Süd-Arabien. Auf unbekannten Wegen durch Hadramaut und Jemen (1933 und 1935). – DuMont Reiseberichte und Dokumente. DuMont Buchverlag, Köln 1977.